# Wolfgang Hambüchen

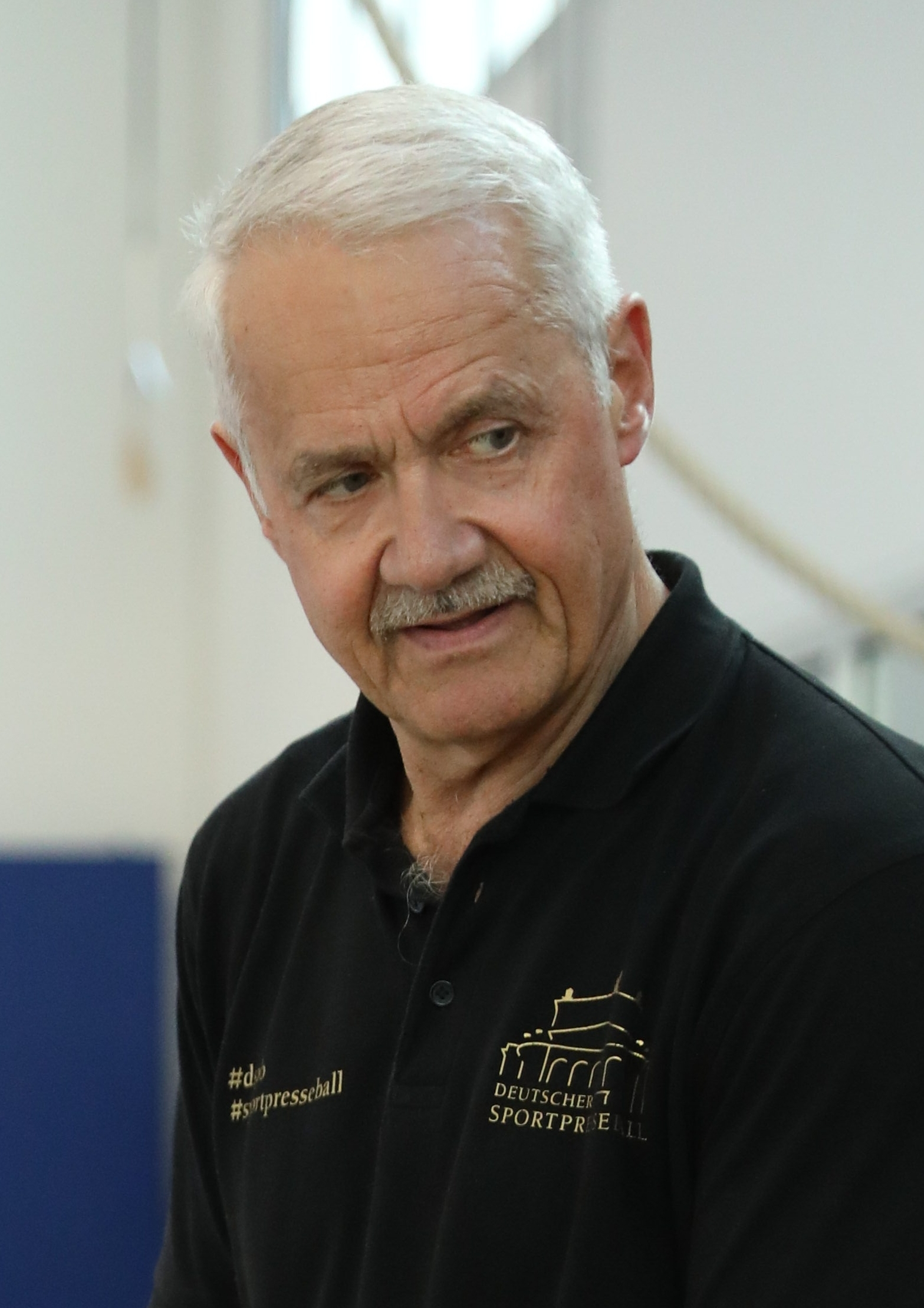
Wolfgang Hambüchen, 2022

Wolfgang Hambüchen (* 11. September 1954) ist ein deutscher Turntrainer. Er ist der Vater von Fabian Hambüchen.

## Leben
Hambüchen  machte 1974 am Gymnasium am Moltkeplatz in Krefeld Abitur.
Er begann als Zehnjähriger mit dem Turnen und war viele Jahre einer der Top-Bodenturner beim MTV Krefeld (Mädel-Turnverein Krefeld 1956 e. V.), zu dem im Laufe der Jahre immer mehr Jungen stießen. Mitte der 1970er Jahre ging er für ein Jahr nach Japan und studierte dann Diplomsportlehrer in Köln, wo er zunächst blieb, da er in seiner Heimatstadt Krefeld keine Stelle als Sportlehrer fand. Dann heiratete er seine aus Bergisch Gladbach stammende Ehefrau und bekam mit ihr zusammen zwei Söhne.
Hambüchen war von 1987 bis 2010 dort Landestrainer beim Hessischen Turnverband. Die von ihm trainierten Turner zählten auf Bundesebene zur Spitze. Sein von ihm trainierter Sohn Fabian Hambüchen wurde 2007 in Stuttgart Weltmeister und 2016 in Rio de Janeiro Olympiasieger am Reck.
Hambüchen trainiert im Ruhestand Kindergruppen im TSG Niedergirmes (Turn- und Sportgemeinde Niedergirmes 1903 e.V.) in Wetzlar, bei der der Hessische Turnverband Mitte der 1980er Jahre sein Leistungszentrum einrichtete.
Gemeinsam traten Vater und Sohn am 31. Mai 2010 beim 20. Prominenten-Special der Sendung Wer wird Millionär? an.

## Auszeichnungen
- 2007, 2016: Hessens Trainer des Jahres